# Xenesthis intermedia
Xenesthis intermedia är en spindelart som beskrevs av Rita Delia Schiapelli och Gerschman 1945. Xenesthis intermedia ingår i släktet Xenesthis och familjen fågelspindlar.
Artens utbredningsområde är Venezuela. Inga underarter finns listade i Catalogue of Life.